# Atrichopogon cornutus
Atrichopogon cornutus är en tvåvingeart som beskrevs av Nielsen 1954. Atrichopogon cornutus ingår i släktet Atrichopogon och familjen svidknott. Inga underarter finns listade i Catalogue of Life.